# Apogon americanus
Apogon americanus är en fiskart som beskrevs av Castelnau, 1855. Apogon americanus ingår i släktet Apogon och familjen Apogonidae. Inga underarter finns listade i Catalogue of Life.

## Bildgalleri

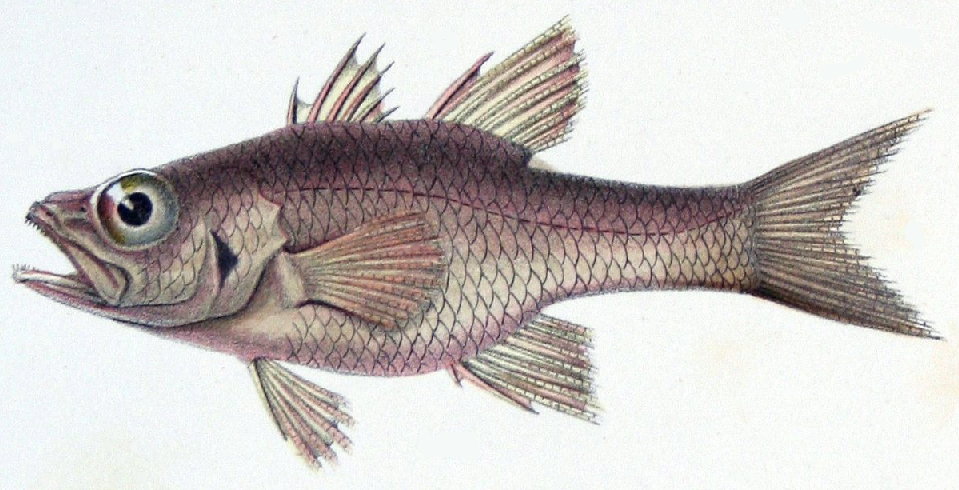
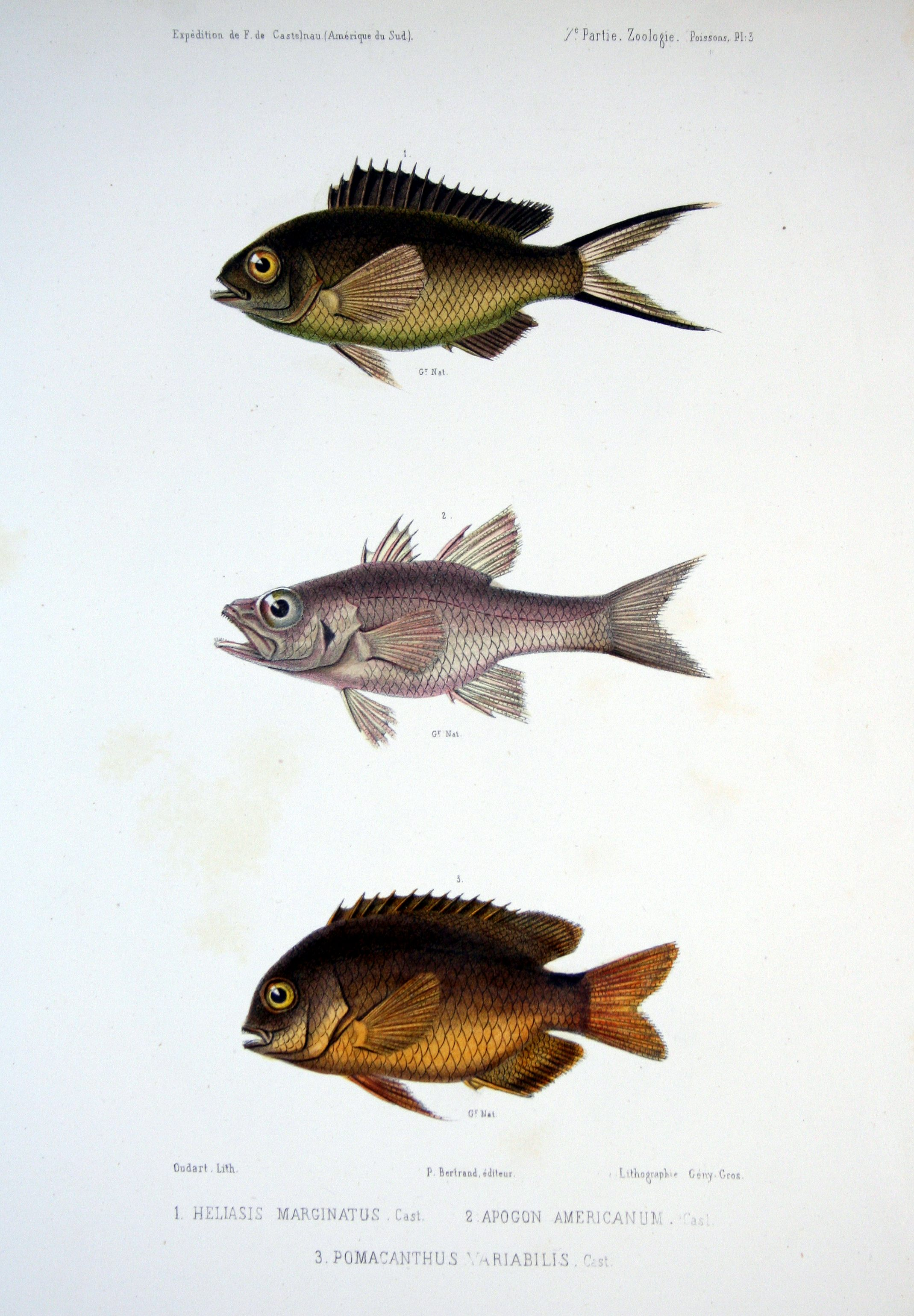